# PEA15
PEA15‏ (Proliferation and apoptosis adaptor protein 15) هوَ بروتين يُشَفر بواسطة جين PEA15 في الإنسان.